# Чёрный камень
Чёрный ка́мень (араб. الحجر الأسود‎, аль-ха́джар аль-а́свад) — камень яйцевидной формы, вмонтированный в одну из стен Каабы; согласно исламскому преданию, когда-то находился в раю.

## Внешний вид
Чёрный камень находится в восточном углу Каабы на высоте 1,5 м и заключён в серебряную оправу.
Видимая поверхность камня имеет площадь примерно 16,5 × 20 см.
Состоит из нескольких обломков красновато-чёрного цвета, вставленных в тёмную основу. Видны 7—8 кусочков камня.

## Происхождение

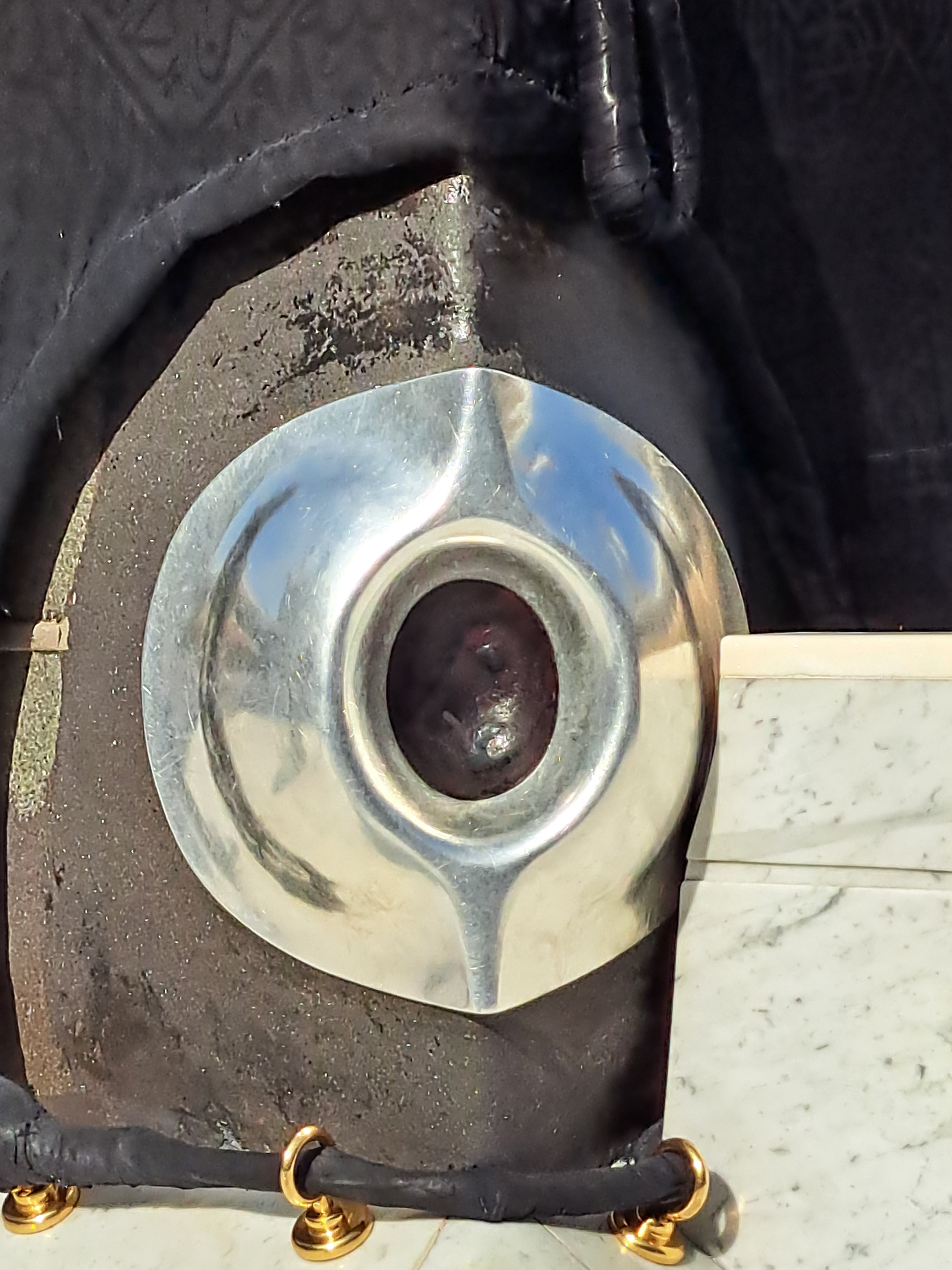

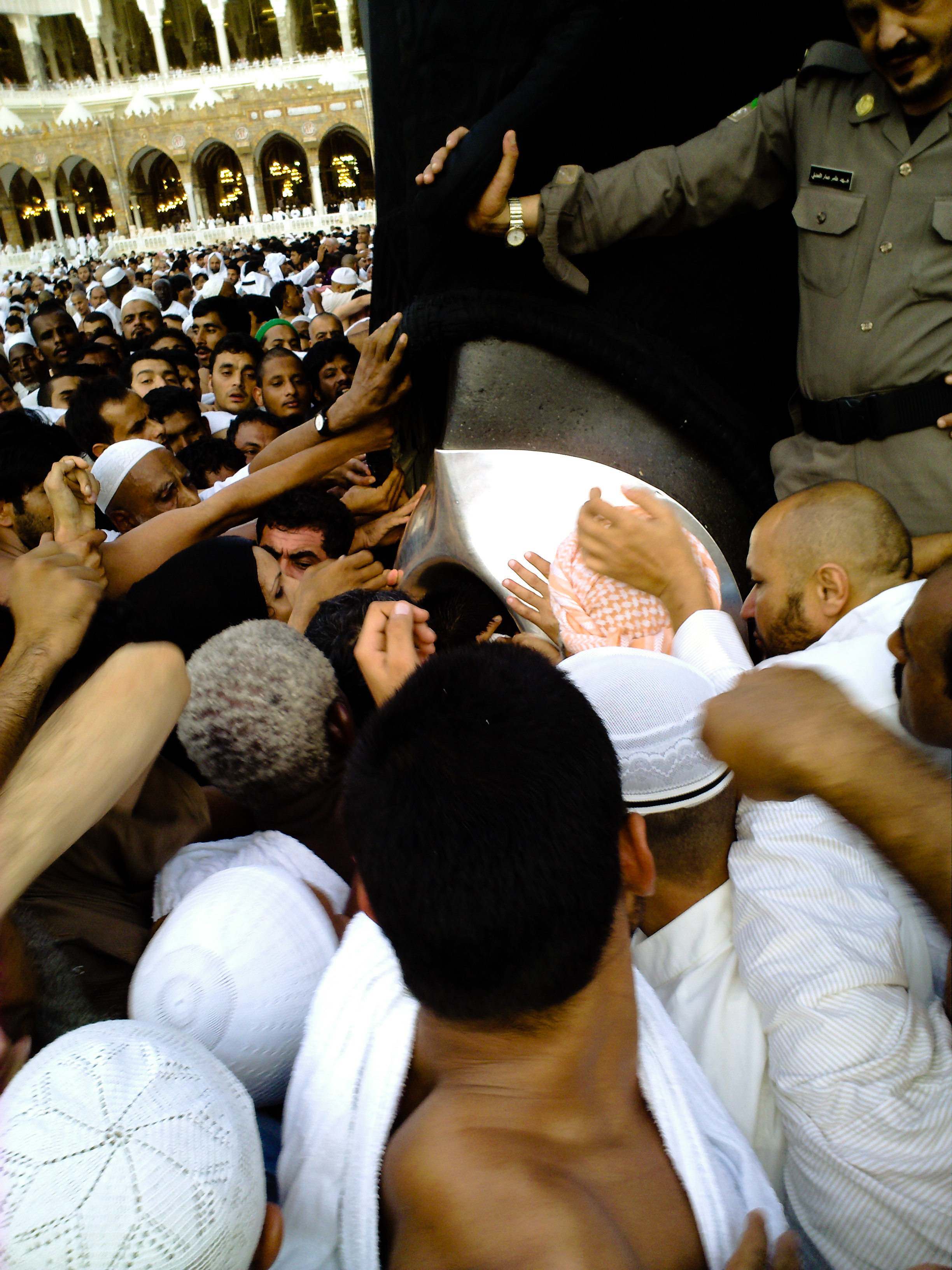

Чёрный камень никогда не изучался с помощью научных методов, поэтому его происхождение остается предметом спекуляций. Существует несколько гипотез его возникновения:
Согласно мусульманскому преданию, во время потопа (при пророке Нухе) этот камень был принесён из рая и охранялся ангелами на горе Абу Кубейс. Затем ангел Джибриль принёс его пророку Ибрахиму во время строения Каабы. Первоначально он был белым яхонтом, но постепенно почернел, пропитавшись человеческими грехами.
По некоторым научным данным, это метеорит, но однозначно доказать это до сих пор не удалось. В лондонском Музее естествознания предполагают, что камень может быть псевдометеоритом, иными словами, камнем земного происхождения, ошибочно приписываемого к метеоритам.

## История

### Появление
Чёрный камень считался священным задолго до появления ислама. Он долгое время ассоциировался с Каабой, которая была построена в доисламский период и была местом паломничества языческого народа набатеев, которые посещали святыню раз в год. Как утверждает Карен Армстронг, вокруг Каабы находились 360 идолов, построенных намного позже неё и предположительно олицетворявших дни года, а сам храм был посвящён набатейскому божеству Хубалу.

### Реконструкция Каабы
Незадолго до возникновения ислама появилась необходимость реконструкции Каабы, так как её стены растрескались из-за дождя. Разобрав фундамент и вынув из него Чёрный камень, строители стали вновь возводить стены Каабы. Когда пришло время вернуть Чёрный камень на его место, среди курайшитов разгорелся спор насчёт того, кто должен поставить его на место. Каждый знатный род хотел быть причастным к такому знаменательному событию и взять на себя осуществление этой почётной обязанности. В течение 5 дней спор не утихал и грозил перерасти в кровопролитие.
Самый старый человек из курайшитов Абу Умайя ибн аль-Мугира сказал: «О курайшиты! Пусть рассудит вас тот, кто первым зайдёт в этот храм через ворота». Все согласились, начали наблюдать за воротами и увидели, что через ворота входит Мухаммед ибн Абдуллах. Когда Мухаммеду пояснили суть дела, он снял свой плащ, расстелил его на земле и положил Чёрный камень посередине. По просьбе Мухаммеда глава каждого племени взялся за края плаща для того, чтобы совместно поднять его. Затем Мухаммед собственноручно взял камень и установил его в углу Каабы. Все племена остались довольны решением пророка Мухаммеда и после этого строительство Каабы продолжилось.

### Похищение Чёрного камня
В 930 году карматы, во главе с Абу Тахиром аль-Джаннаби, захватили Мекку, ограбили Каабу и увезли Чёрный камень в Бахрейн, продержав его у себя 22 года. В 951 году, после уплаты большого выкупа, камень был возвращён в Мекку.

## Почитание
Одним из ритуалов хаджа является целование Чёрного камня. Традиция целования камня восходит к Мухаммеду. В авторитетных сборниках хадисов приводятся слова праведного халифа Умара, который подошёл к Чёрному камню и поцеловал его, после чего сказал:

«Поистине, я знаю, что ты просто камень, который не приносит ни вреда, ни пользы, и, если бы я не видел, как посланник Аллаха (ﷺ) целовал тебя, я не стал бы целовать тебя!»Оригинальный текст (ар.)«إِنِّي أَعْلَمُ أَنَّكَ حَجَرٌ لَا تَنْفَعُ وَلَا تَضُرُّ وَلَوْلَا أَنِّي رَأَيْتُ رَسُولَ اللَّهِ ﷺ يُقَبِّلُكَ مَا قَبَّلْتُكَ».
Смысл целования камня в том, что паломник учится полностью подчиняться Аллаху и приходит к пониманию того, что в предписанных им законах и ритуалах есть мудрость и благо.

## Искусство
В начале XX века Иван Алексеевич Бунин написал одноимённый стих о Чёрном камне.
Чёрный камень упоминается в стихотворении Николая Гумилёва «Ислам».